# Enyo bathus
Enyo bathus es una polilla de la familia Sphingidae. Vuela en Perú y Bolivia.
Es similar a las especies Enyo gorgon y Enyo taedium, pero en estas no hay remiendo lanoso en el abdomen. La parte superior de las alas delanteras es un patrón intermedio entre estas dos especies. La mitad anterior del ala tiene un oscuro marrón, en la parte mediana, línea longitudinal que diverge apicalmente para formar una mancha triangular marrón oscura. La línea está seguida de un tenue pálido marrón en forma de media luna.
Tiene probablemente de dos a tres generaciones por año, (voltinismo).

## Sinonimia
Epistor bathus (Rothschild, 1904).

## Subespecie
- Enyo bathus bathus (Perú)
- Enyo bathus otiosus (Kernbach, 1957 (Bolivia)